# Sune Westling
Karl Arvid Sune Westling, född 12 september 1910 i Västervik, död 11 juli 1973 i Göteborg, var en svensk brandchef, som även var ordförande för idrottsföreningen Gais åren 1957–1965.

## Biografi
Westling föddes i Västervik och tog studentexamen i Norrköping. Han utbildade sig till civilingenjör vid Chalmers tekniska högskola (examen 1933). Samma år började han praktisera i Göteborgs spårvägars verkstad, men 1935 kom han till Göteborgs brandkår, och 1938, efter brandingenjörsexamen vid Stockholms högskola 1937, blev han brandmästare i Borås. 1941 blev han vice brandchef i Karlskrona, men samma år återvände han till Göteborg som brandkapten. 1948 blev han vice brandchef vid Göteborgs brandkår, och 1963 brandchef.
Åren 1957–1965 var han ordförande för Gais.